# أفرو 547
أفرو 547 (بالإنجليزية: Avro 547) هي طائرة خطوط جوية أنتجت في بريطانيا. من صناعة أفرو. كانت تستخدم بشكل أساسي من قبل كانتاس. كان أول طيران لها في 1920.